# BTB 용액

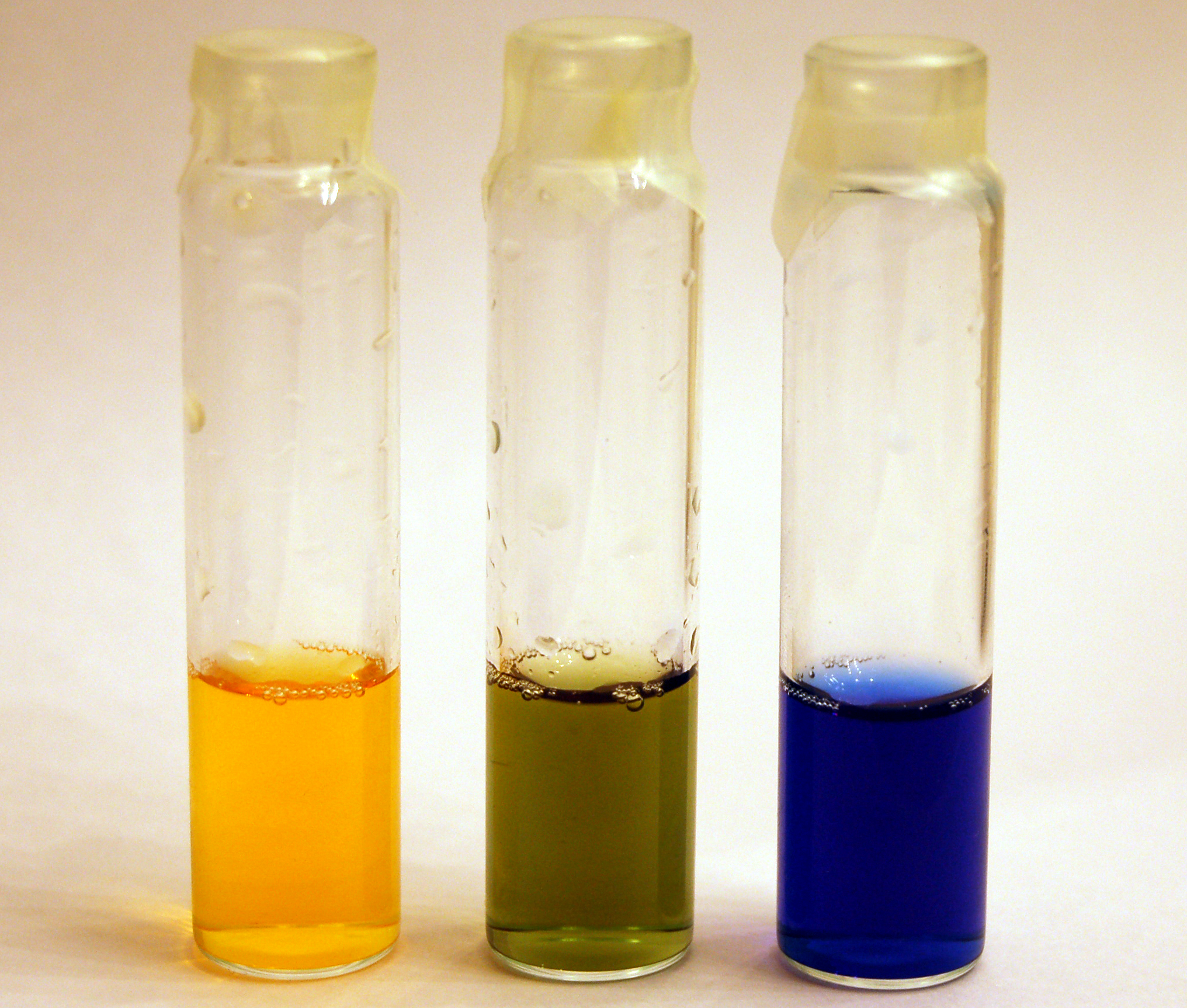
왼쪽부터 산성, 중성, 염기성 수용액을 나타내는 BTB용액

브로모티몰 블루(영어: bromothymol blue, C
27H
28Br
2O
5S), 간단히 BTB 용액은 산·염기 지시약으로 산성에서는 노란색, 중성에서는 초록색, 염기성에서는 파란색으로 색이 변하는 지시약이다. 모든 pH 조건에서 색상을 나타내기 때문에 널리 쓰인다. 장기간 노출 또는 반복 노출되었을 경우 장기에 손상을 입힐 수 있다. 

## 구조

각기 다른 pH 범위에 따른 구조

## 같이 보기
- 산·염기 지시약
- 리트머스 시험지
- 페놀프탈레인
- 메틸 오렌지